# Tuffi ai campionati europei di nuoto 2022 - Trampolino 3 metri sincro femminile
La competizione del trampolino 3 metri sincro femminile ai campionati europei di nuoto di Roma 2022 si è svolta il 18 agosto 2022, presso il complesso natatorio del Foro Italico di Roma, in Italia.

La finale si è svolta alle ore 15:30.

## Risultati
| Class   | Nazione       | Tuffattori                          | T1    | T2    | T3    | T4    | T5    | Totale |
| ------- | ------------- | ----------------------------------- | ----- | ----- | ----- | ----- | ----- | ------ |
| Oro     | Germania      | Lena Hentschel Tina Punzel          | 47.40 | 46.20 | 60.30 | 60.30 | 66.96 | 281.16 |
| Argento | Italia        | Elena Bertocchi Chiara Pellacani    | 46.20 | 34.20 | 61.20 | 66.96 | 52.20 | 260.76 |
| Bronzo  | Svezia        | Emilia Nilsson Elna Widerström      | 46.20 | 45.00 | 52.20 | 56.70 | 57.60 | 257.70 |
| 4       | Gran Bretagna | Desharne Bent-Ashmeil Amy Rollinson | 40.80 | 43.80 | 53.10 | 60.30 | 59.40 | 257.40 |
| 5       | Ucraina       | Viktorija Kesar Hanna Pys'mens'ka   | 46.80 | 40.80 | 54.90 | 49.29 | 54.00 | 245.79 |
| 6       | Francia       | Jade Gillet Naïs Gillet             | 42.60 | 40.80 | 55.08 | 46.20 | 45.36 | 230.04 |
| 7       | Svizzera      | Madeline Coquoz Morgane Herculano   | 40.80 | 41.40 | 47.04 | 46.20 | 44.55 | 219.99 |
| 8       | Ungheria      | Eszter Kovács Estilla Mosena        | 37.80 | 37.80 | 44.64 | 49.21 | 46.20 | 215.85 |